# Симферопольский уезд
Симферопольский уезд — административная единица Таврической губернии с центром в городе Симферополь,  образован 8 февраля 1784 года  в составе Таврической области указами Сенату и Екатеринославскому и Таврическому генерал-губернатору князю Г.А.Потемкину 8 февраля 1784 года. Документальных свидетельств об административно-территовиальном делении уезда в начальный период не обнаружено, предполагается, что оно соответствовало введённому после 1802 года.
С 12 декабря 1796 года, согласно указу Павла I, ликвидировавшего Таврическую область и вернувшего населённым пунктам старые названия, уезд носил название Ак-Мечетского. При Павле Крым был поделён на 2 уезда:Перекопский и Ак-Мечетский, причём последний занимал практически весь полуостров, за исключением района присивашья. 8 (20) октября 1802 года, опять под названием Симферопольского в других, меньших, границах, включён в состав образованной в границах бывшей Таврической области Таврической губернии.

## География
Уезд первоначально занимал  весь юго-запад (без Севастопольского градоначальства) и центральную горную и предгорную часть полуострова. 15 апреля 1838 года был обнародован подписанный 23 марта указ сената: "Об учреждении в Таврической губернии нового уезда под названием Ялтинского", согласно которому  Южный Берег и часть территории Главной и Второй Гряды Крымских гор выделялись из Симферопольского уезда. В итоге площадь составила 4 727,6 км² (4 153,9 кв. верст).
Восточная граница уезда, с Феодосийским, проходила по притоку Салгира, реке Биюк-Карасу, затем через Главную гряду по дороге Карасубазар — Ускут; 
северная, с Евпаторийским и Перекопским уездами, начиналась у озера Кизил-Яр на берегу Каркинитского залива и шла общим направлением на восток до Салгира чуть севернее деревни Сарабуз, далее на север по Салгиру до современного села  Владиславовка Нижнегорского района  и восточнее смыкалась с границей по Биюк-Карасу. Южная граница, с Ялтинским уездом,  на востоке проходила по яйле Главной гряды и за Чатыр-Дагом поворачивала на запад по верховьям Альмы, затем по Марте и Каче, затем на юг, по продольной долине Второй гряды, по линии Пычки — Карло — Уркуста до реки Чёрной.  На юго-западе к уезду примыкало Севастопольское градоначальство, граница с которым проходила по Мекензиевым горам.
Север уезда занимают степи, к югу переходящие в северные отроги Крымских гор, в северо-восточной и центральной части — вплоть до Главной гряды, а на юго-западе — только Внешнюю меловую и западный хребет  Второй средне-третичной гряд. 
Реки уезда текут гор в двух направлениях: восточной части на север — Биюк-Карасу, Зуя, Беш-Терек и Салгир; в западой части — на запад: Тобе-Чокрак, Западный Булганак, Альма, Кача и Бельбек. Леса сосредоточены в горной части и  занимают 17% площади.

## Население
После присоединения Крымского ханства к России население полуострова, вследствие эмиграции и различных смут, сократилось примерно на 300 тыс. человек. По «Камеральному Описанию Таврической области», составленному в 1802 году, в Акмечетском уезде было 64 714 жителей.
В уезде имелось три города: Симферополь, Бахчисарай и Карасубазар; основное население было сосредоточено в деревнях.
В 1805 году, по Ведомости о всяких селениях, в Симферопольском уезде состоящих… в уезде, без городов, числилось 42 863 жителя, из них немусульман 1 784 человека. Так называемых «русских селений» на тот год в уезде было 5: Мангуш, Подгородняя , Курцы (сейчас обе в черте Симферополя) , Петербургские Мазанки, Зуя и Бия-Сала. По волостям население распределялось следующим образом.
На 1850 год население составило 90271 человек (51900 мужчин и 38371 женщина). В 1864 году в уезде в 4497 домах проживало 25 915 человек, в 1968 году — 32080 жителей (17458 мужчин и 14622 женщины)
По переписи 1897 года население уезда составило 141 717 человек (мужчин 76 335, женщин 65 382), в том числе сельского —
66712 чел. Плотность населения составила 34 чел. на км², только сельского — 16 чел. на км². По национальностям на 1897 год доли населения распределялись следующим образом:
- крымские татары — 41,8 %,
- русские — 30,2 %,
- украинцы — 7,5 %,
- евреи — 6,5 %,
- немцы — 4,1 %,
- караимы — 2,6 %.

Грамотных зафиксировано 33,9 %, что выше среднего уровня по губернии, 50,6 % жителей составляли крестьяне, населяющие более 1000 деревень, среднее число обитателей которых немного превыышало 60 душ. Крестьянским общинам в уезде на 1905 год принадлежало 4,5 %, или 20 тыс. десятин земли, ещё 115 тыс. десятин принадлежало крестьянам на правах частной собственности. 129 тысяч десятин принадлежало дворянам, 59 тысяч — купцам и 72 тысячи десятин — казне, церкви и различным учерждениям.

## Экономика
Почти 39% населения занимались сельским хозяйством: в северной части уезда — хлебопашеством (площадь посевов зерновых около 87 тыс. десятин), в предгорной и горной — садоводством, виноградарством и выращиванием табака. Из зерновых выращивали озимую пшеницу (32% площади), овёс, занимавший ок.17% и ячмень с рожью — 16,3% посевной площади. Хлеба собирали в среднем 48 тысяч тонн в год (св.3 млн. пудов) — более 250 кг на душу населения. Фруктов уезд производил в год в среднем 3 200 тонн, вина получали из винограда — около 4,3 миллиона литров (с 1 850 десятин виноградников), сбор табака с 2,5 тысяч десятин плантаций — около 1350 тонн. В уезде на 1900 год насчитывалось 26 тыс. лошадей, 57 тыс. голов крупного рогатого скота, 121 тчсяча овец и коз и 6,5 тысяч свиней. Кустарные промыслы были развиты слабо, выделялась только обработка кожи. Промышленность также малоразвита — по данным, за 1896 год в уезде числилось предприятий:
|                       | В городах    | В уезде     |
| --------------------- | ------------ | ----------- |
| Фабрик и заводов      | 69           | 143         |
| Сумма год. пр-ва      | 1311 тыс. р. | 148 тыс. р. |
| Число занятых рабочих | 990 чел.     | 336 чел.    |

## Административное устройство
На 20 октября 1802 года уезд был учреждён в составе 7 волостей:
- Актачинская волость
- Алуштинская волость (до 1838 года)
- Аргинская волость
- Кадыкойская волость
- Махульдурская волость(до 1829 года)
- Табулдынская волость
- Чоргунская волость
- Эскиординская волость

В первоначальном виде уезд просуществовал да волостной реформы 1829 года, когда в состав и наименования были внесены изменения. Состав уезда выглядел так:
- Ай-Тувганская (Айтуганская) волость
- Алуштинская волость
- Аргынская (Аргинская) волость
- Байдарская волость
- Дуванкойская волость
- Озенбашская (Узенбашская) волость
- Сарабузская волость
- Эскиординская волость
- Яшлавская волость

В 1838 году был создан отдельный Ялтинский уезд и в него передали Алуштинскую, Озенбашскую и Байдарскую волости, были также изменены границы оставшихся. Из части Кадыкойской и Актачинской (от долины Булганака до реки Тобе-Чокрак) волостей, заселённой преимущественно немцами-колонистами — выделили  Кронентальскую волость; Кадыкойскую же переименовали в Сарабузскую. Табулдинскую переименовали в Зуйскую выделив из неё, а также части Аргинской, немецкую Нейзатскую волость.
К середине XIX века территориальное деление уезда выглядело следующим образом:
- Дуванкойская волость,
- Зуйская волость,
- Каралезская волость,
- Кронентальская волость,
- Мангушская волость,
- Нейзацкая волость,
- Сарабузская волость.

Уезд просуществовал до советских реформ 1921 года, когда   был преобразован в Симферопольский округ, а в 1923 году ввели районную систему и из округа выделили 3 района: Подгородне-Петровский (с 1924 года Симферопольский), Бахчисарайский, Карасубазарский и Сарабузский (упразднённый в 1924 году).